# Draft de l'NBA del 1993
El draft de l'NBA del 1993 va ser el 30 de juny del 1993 a Auburn Hills, Michigan.

## Primera ronda
|  | = All-Star |

| Nº | Jugador                 | Nacionalitat            | Equip de l'NBA                            | Universitat/Club anterior    |
| -- | ----------------------- | ----------------------- | ----------------------------------------- | ---------------------------- |
| 1  | Chris Webber (PF/C)     | Estats Units            | Orlando Magic (cedit als Golden State)    | Michigan                     |
| 2  | Shawn Bradley (C)       | Estats Units · Alemanya | Philadelphia 76ers                        | BYU                          |
| 3  | Penny Hardaway (PG)     | Estats Units            | Golden State Warriors (cedit als Orlando) | Memphis State                |
| 4  | Jamal Mashburn (SF)     | Estats Units            | Dallas Mavericks                          | Kentucky                     |
| 5  | Isaiah Rider (SG)       | Estats Units            | Minnesota Timberwolves                    | UNLV                         |
| 6  | Calbert Cheaney (SG/SF) | Estats Units            | Washington Bullets                        | Indiana                      |
| 7  | Bobby Hurley (PG)       | Estats Units            | Sacramento Kings                          | Duke                         |
| 8  | Vin Baker (PF)          | Estats Units            | Milwaukee Bucks                           | Hartford                     |
| 9  | Rodney Rogers (PF)      | Estats Units            | Denver Nuggets                            | Wake Forest                  |
| 10 | Lindsey Hunter (PG)     | Estats Units            | Detroit Pistons (dels Miami)              | Jackson State                |
| 11 | Allan Houston (SG)      | Estats Units            | Detroit Pistons                           | Tennessee                    |
| 12 | George Lynch (SF)       | Estats Units            | Los Angeles Lakers                        | North Carolina               |
| 13 | Terry Dehere (SG)       | Estats Units            | Los Angeles Clippers                      | Seton Hall                   |
| 14 | Scott Haskin (PF)       | Estats Units            | Indiana Pacers                            | Universitat Estatal d'Oregon |
| 15 | Doug Edwards (SF)       | Estats Units            | Atlanta Hawks                             | Florida State                |
| 16 | Rex Walters (SG)        | Estats Units            | New Jersey Nets                           | Kansas                       |
| 17 | Greg Graham (SG)        | Estats Units            | Charlotte Hornets                         | Indiana                      |
| 18 | Luther Wright (C)       | Estats Units            | Utah Jazz                                 | Seton Hall                   |
| 19 | Acie Earl (C)           | Estats Units            | Boston Celtics                            | Iowa                         |
| 20 | Scott Burrell (SF)      | Estats Units            | Charlotte Hornets (dels San Antonio)      | UConn                        |
| 21 | James Robinson (SG)     | Estats Units            | Portland Trail Blazers                    | Alabama                      |
| 22 | Chris Mills (SF)        | Estats Units            | Cleveland Cavaliers                       | Arizona                      |
| 23 | Ervin Johnson (C)       | Estats Units            | Seattle SuperSonics                       | New Orleans                  |
| 24 | Sam Cassell (PG)        | Estats Units            | Houston Rockets                           | Florida State                |
| 25 | Corie Blount (PF)       | Estats Units            | Chicago Bulls                             | Cincinnati                   |
| 26 | Geert Hammink (C)       | Països Baixos           | Orlando Magic (dels New York)             | LSU                          |
| 27 | Malcolm Mackey (PF)     | Estats Units            | Phoenix Suns                              | Georgia Tech                 |

## Segona ronda
| Nº | Jugador              | Nacionalitat | Equip de l'NBA         | Universitat/Club anterior |
| -- | -------------------- | ------------ | ---------------------- | ------------------------- |
| 28 | Lucious Harris (PG)  | Estats Units | Dallas Mavericks       | Long Beach State          |
| 29 | Sherron Mills (F/C)  | Estats Units | Minnesota Timberwolves | Virginia Commonwealth     |
| 30 | Gheorghe Muresan (C) | Romania      | Washington Bullets     | Pau-Orthez (France)       |
| 31 | Evers Burns (F)      | Estats Units | Sacramento Kings       | Maryland                  |
| 32 | Alphonso Ford (SG)   | Estats Units | Philadelphia 76ers     | Mississippi Valley State  |
| 33 | Eric Riley (C)       | Estats Units | Dallas Mavericks       | Michigan                  |
| 34 | Darnell Mee (SG)     | Estats Units | Golden State Warriors  | Western Kentucky          |
| 35 | Ed Stokes (C)        | Estats Units | Miami Heat             | Arizona                   |
| 36 | John Best (F/C)      | Estats Units | New Jersey Nets        | Tennessee Tech            |
| 37 | Nick Van Exel (PG)   | Estats Units | Los Angeles Lakers     | Cincinnati                |
| 38 | Conrad McRae (PF)    | Estats Units | Washington Bullets     | Syracuse                  |
| 39 | Thomas Hill (SG/SF)  | Estats Units | Indiana Pacers         | Duke                      |
| 40 | Rich Manning (C)     | Estats Units | Atlanta Hawks          | Washington                |
| 41 | Anthony Reed (F)     | Estats Units | Chicago Bulls          | Tulane                    |
| 42 | Adonis Jordan (PG)   | Estats Units | Seattle SuperSonics    | Kansas                    |
| 43 | Josh Grant (PF)      | Estats Units | Denver Nuggets         | Utah                      |
| 44 | Alex Holcombe (C)    | Estats Units | Sacramento Kings       | Baylor                    |
| 45 | Bryon Russell (SF)   | Estats Units | Utah Jazz              | Long Beach State          |
| 46 | Richard Petruska (C) | Estats Units | Houston Rockets        | UCLA                      |
| 47 | Chris Whitney (PG)   | Estats Units | San Antonio Spurs      | Clemson                   |
| 48 | Kevin Thompson (C)   | Estats Units | Portland Trail Blazers | North Carolina State      |
| 49 | Mark Buford (C)      | Estats Units | Phoenix Suns           | Mississippi Valley State  |
| 50 | Marcelo Nicola (PF)  | Argentina    | Houston Rockets        | Taugres (Espanya)         |
| 51 | Spencer Dunkley (C)  | Anglaterra   | Indiana Pacers         | Delaware                  |
| 52 | Mike Peplowski (C)   | Estats Units | Sacramento Kings       | Michigan State            |
| 53 | Leonard White (F)    | Estats Units | Los Angeles Clippers   | Southern                  |
| 54 | Byron Wilson (SG/SF) | Estats Units | Phoenix Suns           | Utah                      |

## Jugadors destacats no escollits
- Bruce Bowen, Cal State-Fullerton
- Bo Outlaw, Houston
- David Wesley, Baylor
- Aaron Williams, Xavier